# فرانکلین (تنسی)
فرانکلین (به انگلیسی: Franklin) شهری در ایالت تنسی کشور ایالات متحده آمریکا و مرکز شهرستان شهرستان ویلیامسون، تنسی می‌باشد. جمعیت فرانکلین در سرشماری سال ۲۰۱۰ میلادی، ۶۲٬۴۸۷ نفر بوده‌است. فرانکلین در ۲۱ مایلی جنوب نشویل قرار دارد و یکی از شهرهای اصلی کلانشهر نشویل می‌باشد.
فرانکلین تا اواخر قرن بیستم منطقه‌ای حومه و دورافتاده به شمار می‌آمد و اقتصاد آن بر اساس کشت سنتی و نگهداری از حیوانات استوار بود. در قرن نوزدهم، قسمتی از اقتصاد آن به ویژه صنعت تنباکو، بر برده‌داری استوار بود که بعد از جنگ داخلی آمریکا و تنش‌های نژادی که برای تخفیف حق سیاه پوستان، منجر به از دست رفتن جان بسیاری شد. احتمالاً کو کلاکس کلانها اولین لینچ یک یهودی در ایالات متحده را در ۱۸۶۸ انجام دادند و فرانکلین پس از آن محلی برای لینچ کردن سیاه پوستان بود. از جمله آن‌ها ماجرای لینچ کردن مردی که در سال ۱۸۸۸ از دادرسی بیرون کشیده شد و از بالکونی دادسرا به دار آویخته شد. از دهه ۱۹۸۰ به این سو، شمال شهرستان آغاز به توسعه برای مقاصد مسکونی، تجاری و خدمات مدرن کرده‌است. که پس از آن جمعیت فرانکلین به بیش از پنج برابر افزایش یافته. در سال ۲۰۱۶ جمعیت فرانکلین ۷۴۷۹۴ نفر بود که هفتمین شهر پرجمعیت ایالت تنسی به شمار می‌آید.